# Dresden (Tennessee)
Pour les articles homonymes, voir Dresden.
Dresden est une ville des États-Unis, siège du comté de Weakley, dans l’État du Tennessee. Lors du recensement de 2010, sa population s’élevait à 3 005 habitants.

## Source
- (en) Cet article est partiellement ou en totalité issu de l’article de Wikipédia en anglais intitulé « Dresden, Tennessee » (voir la liste des auteurs).